# 薄荷台乡
薄荷台乡，是中华人民共和国黑龙江省大庆市肇源县下辖的一个乡镇级行政单位。

## 行政区划
薄荷台乡下辖以下地区：
葫芦系村、前台村、芳春村、永祥村、哈拉海村、双龙村和八家子村。